# 蓝星科
蓝星科也叫基叶草科或百鸢科，共有8属约27种，分布在热带美洲至南美洲温带地区，以及非洲。
以前的分类法将这些属列入石蒜科，或分为两个科，1998年根据基因亲缘关系分类的APG 分类法将生长在美洲的基叶草科和生长在非洲的单属科蓝星科合并，并剔除毛石蒜属，合并成一个科，列在新设立的天门冬目之下。

## 属
- Conanthera
- 蓝星属 Cyanastrum
- Cyanella
- Kabuyea
- Odontostomum
- 智利秋水仙属 Tecophilaea
- Walleria
- Zephyra